# Larvacea
Larvaceii (clasa Appendicularia) sunt urocordate solitare, care plutesc liber, găsite prin oceanele lumii. Ca și țâșnitorile de mare, larvaceii se hrănesc prin filtrare. Spre deosebire de alte urocordate, larvaceii trăiesc în zona pelagică, adică partea cea mai de sus a mării, unde ajung razele soarelui, dar uneori și mai adânc. Sunt animale planctonice transparente,  de obicei mai scurte decât un centimetru (fără coadă).

## Caracteristici anatomice
Forma corpului este similară cu cea a larvei altor urocordate, ca un mormoloc. La fel ca acestea, larvaceii au un cap și trunchi distinct. În timp ce cresc, larvaceii nu își schimbă trăsăturile, doar mărimea — proces numit neotenie.
Ca și celelalte urocordate, larvaceii se hrănesc aspirând particulele de hrană în zona lor faringobranhială, unde ele se prind de o plasă de mucus și sunt trase în tractul digestiv. Anusul se deschide direct în exterior, deci acest animal nu are atriumul și sifonul atrial găsit în alte clase.
Larvaceii au găsit o metodă de a îmbunătăți aportul de hrană: ei produc o structură ca o bulă, alcătuită din celuloză și proteine și care înconjoară animalul. Structura conține o rețea complicată de tuburi și filtre care fac hrana din apa înconjurătoare să fie aspirată și concentrată. Chiar și în acele genuri în care „casa” nu înconjoară complet corpul, de exemplu Fritillaria, cel puțin o parte din corp atinge pereții „casei”. Eficiența sporită a acestei metode ajută larvaceii să poată absorbi mai mult plancton decât alte animale care se hrănesc prin filtrare.
„Casele” sunt abandonate și înlocuite pe măsură ce animalul crește și filtrele se înfundă; în genul Oikopleura, această acțiune are loc la fiecare 4 ore. Casele stricate reprezintă o mare parte a materialului organic care cade pe fundul oceanului (zăpada marină).
Coada larvaceilor conține un notocord, o coardă dorsală de nervi  și o serie de benzi din țesut muscular striat înconjurați de țesut epitelial (în familia Oikopleuridae) sau de o membrană care nu este alcătuită din celule (în familia Fritillariidae). Prin zvârcolirea regulată a cozii, larvaceii pot genera curenți de apă la ei în casă, pentru a ajuta mai multă hrană să intre acolo.
Larvaceii se înmulțesc sexuat. Larvaceii imaturi seamănă cu larvele în formă de mormoloc ale ascidiilor, cu excepția organelor care încă se dezvoltă. Odată ce trunchiul este complet dezvoltat, are loc o întoarcere a cozii: coada se mută din spate într-o poziție ventrală și se răsucește la 90° față de trunchi. După acest eveniment, individul începe secreția primei case.
Inventarea recentă a tehnicilor de exprimare a genelor străine în Oikopleura dioica a făcut această specie să devină un organism-model pentru studiul regulației genelor și evoluției cordatelor.

## Legături externe
- en  Articol general despre urocordatele pelagice, inclusiv larvaceii Arhivat în 27 septembrie 2011, la Wayback Machine.
- en  Despre clasa Appendicularia